# Акче Хаджі II Ґерая
Акче Хаджі II Ґерая — унікальна білонова монета кримського хана Хаджі II Ґерая (1683-1684), що відома у єдиному екземплярі. В каталозі М.М. Косякіна «Кримське ханство монети Гераїв» є єдиною монетою, ціна та рівень рідкості якої не позначено.

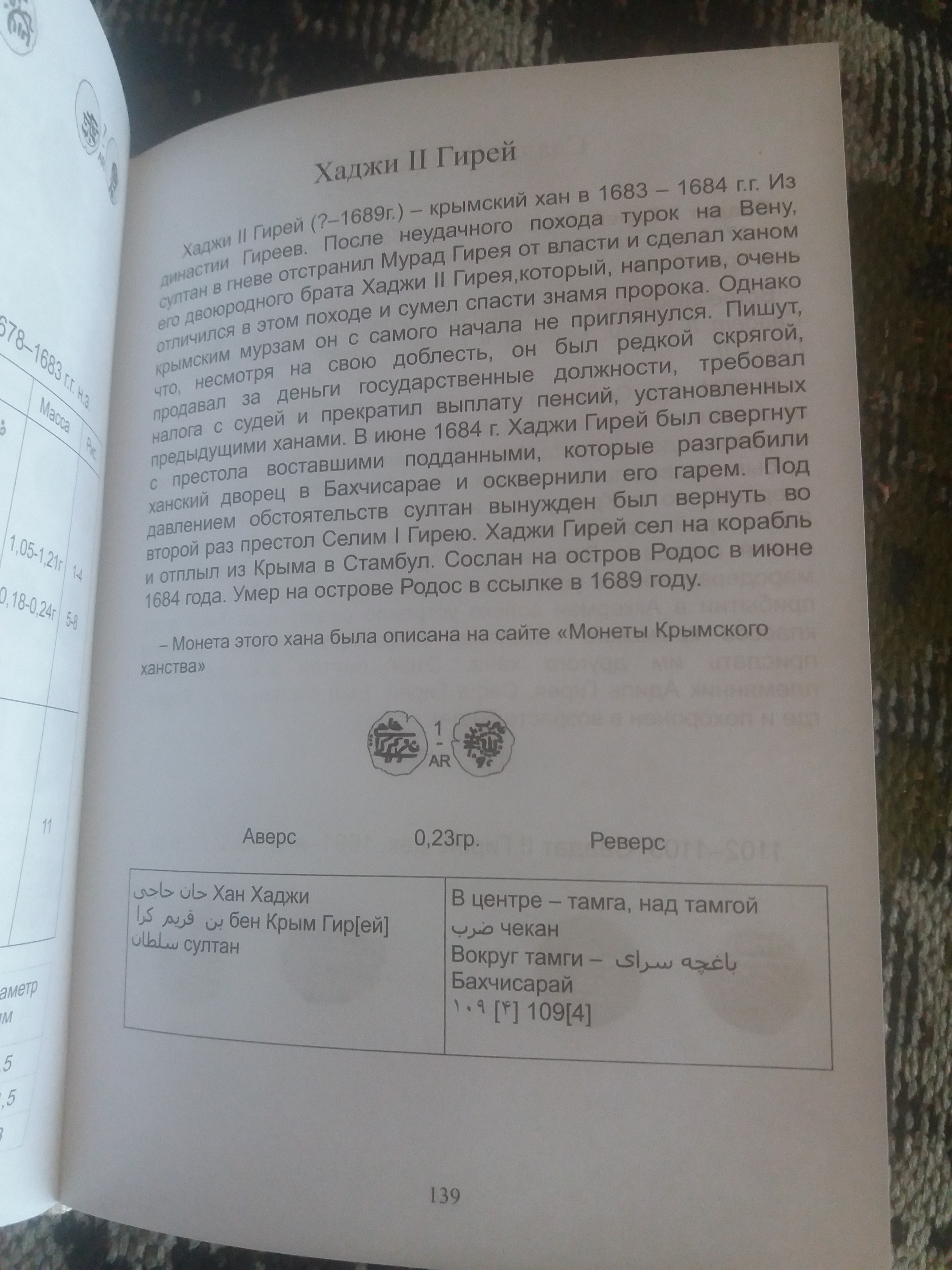
акче Хаджі II Герая у каталозі

Причини, через які хан не розпочав широкомасштабне карбування власної монети невідомі. Адже, він був затверждений ханом Османською імперією. Тому безумовно, мав дозвіл на карбування. Загальна тривалість правіння хана склала близько 9 місяців. Із них він мінімально пів року знаходився у Криму, а тому мав достатньо часу для початку карбування. 

## Характеристики монети
| Зображення монети | Маса     | Аверс | Реверс                                                                                            |
| ----------------- | -------- | --- | ------------------------------------------------------------------------------------------------- |
|                   | 0.23 гр. | حاجى Хаджі بن قريم كرا бен Крим Гір[ай] Нижча горизонтальна риска має елемент букви ى: останній елемент слова «Гірай». Під рискою напис не прокарбовано добре, але очевидно це «султан» - سلطان. Такий напис зроблено через те, що батько Хаджі II, Крим не був ханом. Можна також припустити наявність слова «хан» справа-зверху від «Хаджі». Таким чином, кінцево, можна реконструювати аверс монети у такому вигляді: حان حاجى Хан Хаджі بن قريم كرا бен Крим Гер[ай] سلطان султан | В центрі – тамга, над тамгою ضرب карбування навкруги тамги – باغچه سراى Бахчисарай ١٠٩ [۴] 109[4] |
|                   |          | |                                                                                                   |
|                   |          | |                                                                                                   |